# Altispinax
Altispinax (= „hoher Dorn“) ist eine Gattung der Spinosauridae, die erstmals von Dames auf der Basis eines einzelnen Zahnes als Megalosaurus dunkeri beschrieben wurde. Aufgrund des spärlichen Fossilmaterials gilt Altispinax heute als Nomen dubium und wird entsprechend wissenschaftlich nicht anerkannt.

## Kontroverse um die Beschreibung
Friedrich von Huene stellte diese Art in die 1923 von ihm neu geschaffene Gattung Altispinax als Altispinax dunkeri und nahm dabei Bezug auf ebenfalls dieser Art zugerechneten Rückenwirbel, die sich durch lange Dornen auszeichneten. Letztere wurden 1884 in England von einem Sammler namens Samuel H. Beckles gefunden und beschrieben. Nach heutiger Ansicht gehörten diese allerdings nicht zu dieser Art, sondern zu einem Carnosauria, der entsprechend 1991 von George Olshevsky beschrieben und nach dem Fossilsammler als Becklespinax benannt wurde. Weitere Fossilfunde, die ebenfalls Altispinax zugeordnet wurden, sind heute anderen Arten zugeordnet, darunter etwa Baryonyx, Metriacanthosaurus und Valdoraptor.